# Guglielmo Peralta
Guglielmo Peralta, detto Guglielmone (... – Caltanissetta, 1392), è stato un nobile italiano, conte di Caltabellotta e signore di Sciacca.

## Biografia
Figlio di Guglielmo Raimondo "Guglielmone" Peralta e Luisa di Sclafani, fu sostenitore della fazione catalana in Sicilia durante il dominio aragonese e vicario durante la reggenza di Maria d'Aragona. Nel 1392, quando sbarcò il Re Martino d'Aragona con il suo esercito per riprendere il possesso della Sicilia, Guglielmo, venendo meno al giuramento di Castronovo, si dimostrò fedele e mantenne i privilegi che trasmise al figlio primogenito Nicola/Nicolò.

## Ascendenza
|                                          |   |                                     | Genitori                    |  |  | Nonni |  |  | Bisnonni           |  |  | Trisnonni            |  |
|                                          |   |                                     |                             |  |  |       |  |  | Filippo di Saluzzo |  |  | Tommaso I di Saluzzo |  |
|                                          |   |                                     |                             |  |  |       |  |  | Filippo di Saluzzo |  |  | Tommaso I di Saluzzo |  |
|                                          |   | Luisa di Ceva                       |                             |  |  |       |  |  | Filippo di Saluzzo |  |  |                      |  |
| Raimondo Peralta                         |   |                                     |                             |  |  |       |  |  | Filippo di Saluzzo |  |  |                      |  |
|                                          |   | Aldonza Fernandez de Castro Peralta | Filippo Fernandez de Castro |  |  |       |  |  |                    |  |  |                      |  |
|                                          |   | Aldonza Fernandez de Castro Peralta | Filippo Fernandez de Castro |  |  |       |  |  |                    |  |  |                      |  |
|                                          |   | Aldonza Fernandez de Castro Peralta | Aldonza Peralta             |  |  |       |  |  |                    |  |  |                      |  |
| Guglielmo Raimondo "Guglielmone" Peralta |   | Aldonza Fernandez de Castro Peralta |                             |  |  |       |  |  |                    |  |  |                      |  |
|                                          |   | Raimondo Folch di Cardona           | ?                           |  |  |       |  |  |                    |  |  |                      |  |
|                                          |   | Raimondo Folch di Cardona           | ?                           |  |  |       |  |  |                    |  |  |                      |  |
|                                          |   | Raimondo Folch di Cardona           | ?                           |  |  |       |  |  |                    |  |  |                      |  |
| Sibilla di Cardona                       |   | Raimondo Folch di Cardona           |                             |  |  |       |  |  |                    |  |  |                      |  |
|                                          |   | Sibilla de Ampuries                 | ?                           |  |  |       |  |  |                    |  |  |                      |  |
|                                          |   | Sibilla de Ampuries                 | ?                           |  |  |       |  |  |                    |  |  |                      |  |
|                                          |   | Sibilla de Ampuries                 | ?                           |  |  |       |  |  |                    |  |  |                      |  |
| Guglielmo "Guglielmone" Peralta          |   | Sibilla de Ampuries                 |                             |  |  |       |  |  |                    |  |  |                      |  |
|                                          | ? | ?                                   |                             |  |  |       |  |  |                    |  |  |                      |  |
|                                          | ? | ?                                   |                             |  |  |       |  |  |                    |  |  |                      |  |
|                                          | ? | ?                                   |                             |  |  |       |  |  |                    |  |  |                      |  |
| Matteo di Sclafani                       | ? |                                     |                             |  |  |       |  |  |                    |  |  |                      |  |
|                                          |   | ?                                   | ?                           |  |  |       |  |  |                    |  |  |                      |  |
|                                          |   | ?                                   | ?                           |  |  |       |  |  |                    |  |  |                      |  |
|                                          |   | ?                                   | ?                           |  |  |       |  |  |                    |  |  |                      |  |
| Luisa di Sclafani                        |   | ?                                   |                             |  |  |       |  |  |                    |  |  |                      |  |
|                                          |   | ?                                   | ?                           |  |  |       |  |  |                    |  |  |                      |  |
|                                          |   | ?                                   | ?                           |  |  |       |  |  |                    |  |  |                      |  |
|                                          |   | ?                                   | ?                           |  |  |       |  |  |                    |  |  |                      |  |
| ?                                        |   | ?                                   |                             |  |  |       |  |  |                    |  |  |                      |  |
|                                          |   | ?                                   | ?                           |  |  |       |  |  |                    |  |  |                      |  |
|                                          |   | ?                                   | ?                           |  |  |       |  |  |                    |  |  |                      |  |
|                                          |   | ?                                   | ?                           |  |  |       |  |  |                    |  |  |                      |  |
|                                          |   | ?                                   |                             |  |  |       |  |  |                    |  |  |                      |  |

## Discendenza
Si sposò con Eleonora d'Aragona, figlia di Giovanni e di Cesarina Lancia, da cui ebbe due figli, i quali portarono i cognomi di entrambi i genitori:
1. Nicola/Nicolò, figlio primogenito, marchese di Mazara, conte di Adragna, Alcamo, Burgio, Calatafimi, Calatamauro, Caltabellotta, Caltanissetta, Chiusa, Sambuca e Sclafani, il quale sposò Elisabetta Chiaramonte;
2. Giovanni, conte di Burgio, Calatamauro e Chiusa, che sposò Eleonora di Navarra.